# Romain Raine
Pour les articles homonymes, voir Raine.
Pas d'image ? Cliquez ici

a Compétitions nationales et continentales officielles uniquement.

b Matchs officiels uniquement.
Dernière mise à jour le 29 avril 2025.
Romain Raine, né le 11 février 1987 à Levallois-Perret, est un joueur de rugby à XV et de rugby à sept français. Il joue au poste d'ailier.

## Biographie
Romain Raine est formé au club du RC Massy puis au Stade français Paris. Il joue son premier match en Top 14 le 14 août 2009 face au RC Toulon.